# Terence Morris
Terence Darea Morris (Frederick, 11 januari 1979) is een Amerikaans voormalig basketballer.

## Carrière
Morris speelde collegebasketbal voor de Maryland Terrapins van 1997 tot 2001. In de NBA draft van 2001 als 34e door de Atlanta Hawks. Hij werd echter dezelfde dag meteen geruild naar de Houston Rockets voor een draftkeuze. Na twee seizoenen bij de Rockets kreeg hij geen nieuw contract. Hij werd in november 2003 als tweede gekozen in de National Basketball Development League draft van 2003 door de Columbus Riverdragons. Na een seizoen bij hen tekende hij een contract bij de Los Angeles Clippers in september 2004 maar in oktober werd dat weer ontbonden.
Hij tekende daarop bij het Griekse Apollon Patras BC waar hij een seizoen speelde. Hij keerde voor het seizoen 2005/06 terug naar de NBA en speelde voor Orlando Magic. In december 2006 tekende hij in Israël bij Hapoel Jeruzalem BC. Na een seizoen wisselde hij de club in voor reeksgenoot Maccabi Tel Aviv BC. In de zomer van 2008 tekende hij bij het Russische PBK CSKA Moskou waarmee hij Russisch landskampioen werd en VTB United League-kampioen werd.
Hij speelde zijn daarna twee seizoenen bij het Spaanse FC Barcelona Bàsquet. Met Barcelona werd hij Spaans landskampioen en won ook de EuroLeague. In het seizoen 2012/13 speelde hij nog een laatste seizoen voor de Houston Express uit de Universal Basketball Association die hem kozen als eerste in de UBA Draft 2012. Hij speelde in 2014 voor PeacePlayers International in The Basketball Tournament.

## Erelijst
- EuroLeague-kampioen: 2010
- All-EuroLeague First Team: 2008
- Israëlisch bekerwinnaar: 2007
- Russisch landskampioen: 2009
- VTB United League-kampioen: 2009
- Spaans landskampioen: 2011

## Statistieken

### Reguliere Seizoen
| Seizoen  | Team            | WG  | WS | MPW  | 2P%  | 3P%  | FW%   | RPW | APW | SPW | BPW | PPW |
| -------- | --------------- | --- | -- | ---- | ---- | ---- | ----- | --- | --- | --- | --- | --- |
| 2001/02  | Houston Rockets | 68  | 12 | 16,3 | 38,4 | 19,2 | 64,3  | 3,1 | 0,9 | 0,3 | 0,4 | 3,8 |
| 2002/03  | Houston Rockets | 49  | 0  | 12,9 | 46,6 | 21,9 | 78,6  | 2,6 | 0,5 | 0,2 | 0,3 | 3,7 |
| 2005/06  | Orlando Magic   | 22  | 0  | 8,7  | 32,7 | 0,0  | 100,0 | 1,7 | 0,2 | 0,3 | 0,2 | 1,6 |
| Carrière | Carrière        | 139 | 12 | 13,9 | 40,7 | 19,6 | 71,1  | 2,7 | 0,7 | 0,3 | 0,4 | 3,4 |